# Marcos Quiroga
Marcos Quiroga nació en Sucre, Bolivia, el 9 de febrero de 1871. Fue conocido como escritor de novelas y cuentos. Los temas más comunes en las obras de Marcos son las del amor y la pérdida, con las cual él más se identificaba. La temática de sus cuentos y novelas eran parecidos a eventos que ocurrieron en su vida. La novela más famosa de Quiroga fue Montañas Planas.   

## Biografía
Marcos Quiroga no tuvo una niñez normal. En el 1879, su padre, Julián Quiroga, fue mortalmente herido mientras batallaba en La Guerra del Pacífico. Después de ese evento el cual afecto grandemente a Marcos, tuvo que aprender a cuidar a su familia. Paso la mayoría de su juventud cuidando a su familia. A los quince años Marcos se descarriló y andaba en malos pasos. Dejó de ir a la escuela y se pasaba con gente de no muy buena reputación. Su madre se enfermó gravemente y Marcos tuvo que madurar y luchar para sacar adelante su familia y decidió rectificar su vida. Regreso a la escuela y trabajaba de noche para poder mantener a su madre y a su pequeña hermana. 
En 1889 fue a estudiar literatura en la Universidad Mayor de San Simón. En sus años de estudio en la universidad, Marcos descubrió que tenía un don para escribir. En su segundo año de universidad público su primera novela Rompiendo cadenas. Después de graduarse, Quiroga se fue a trabajar como periodista mientras terminaba de escribir su segunda novela Sueños despiertos.
Años más tarde, cuando ya era profesor de literatura, se casó con Amaya Santos, una profesora de inglés. Todas estas experiencias hicieron de él un gran escritor porque como él decía: “Porque hasta en el sufrimiento puedes encontrar la felicidad”. Sus novelas fueron traducidas en varios idiomas. Fue reconocido en su país y fuera del mismo. Fue una gran calidad humana. Vivió una vida plena hasta los 82 años y murió de una complicación debido a una pulmonía.

## Obras Literarias
- Rompiendo cadenas (1890)
- Sueños despiertos (1894)
- Montañas planas (1896)
- Cantos de la sirena (1900)
- La noche de la luna roja (1904)
- La ciudad sin color (1908)

- Datos: Q5478722